# كنباثيات
الكنباثيات أو الذنبيات أو ذيل الحصانيات أو ذنب الخيليات أو أذناب الخيل (الاسم العلمي: Equisetales) هي رتبة من السراخس تتبع طائفة الكنباثاناوت من شعبة الحقيقات الأوراق.

## فصائل
- الكنباثية